# Југозападна Азија
Југозападна Азија је подрегија Азије која обухвата њен југозапад. Термин западна Азија (енгл. Western Asia; географски појам који користе Уједињене нације у својој категоризацији геополитичких подрегија) обично се користи у писању о археологији и касној праисторији регије. Висока цивилизација Југозападне Азије се развила већ средином 4. миленијума пре нове ере. За разлику од Блиског истока који је нејасно дефинисана регија и који обично укључује државу Египат, западна Азија је чисто географски термин који обухвата југозападни крај Азије.
Југозападна Азија се делимично подудара с традиционалним европским називима Блиски исток и Средњи исток, који описују географски положај регије у односу на Европу пре него властити положај унутар Азији. Међународне организације (посебно УН) и афричке и азијске земље преферирају употребу термина западна Азија уместо Средњи исток због перципираног еуроцентризма овог историјског термина. У оквиру културне и политичке географије Средњи исток понекад обухвата северноафричке земље попут Египта. Из сличних се разлога регији припајају Авганистан, средња Азија и/или Пакистан.
Уједињене нације у својој дефиницији западноазијске подрегије такође укључују Јерменију, Азербејџан и Грузију, иако се налазе на Кавказу који раздваја Азију и Европу. Наведене три земље такође имају социополитичке везе с Европом. Насупрот томе Уједињене нације придружују Иран јужној Азији, а Египат северној Африци.
Азијски део Арапског света (укључујући Арабију) назива се на арапском Машрек.

## Положај
Југозападна Азија је део азијског континента између Средоземног и Црвеног мора на западу, Пакистана на истоку, Црног мора, Кавказа, Каспијског језера, Персијски залив, Туранске низије и планинског масива Памира на северу и западног дела Индијског океана на југу. У Југозападној Азији преовлађују велике пустиње и сушне висоравни, а највише планине пружају се дуж северног обода регије. Сува клима условљава оскудну вегетацију. Најплоднији је тзв. Зелени плодни полумесец, појас који се у облику лука пружа од делте Шат ел Араба преко низија река Тигра и Еуфрата (Месопотамија) до приморја источног Средоземља (Левант)! Тај простор познат је као колевка неколико древних цивилизација (асирске, вавилонске, феничанске, јеврејске).

## Географске одлике
Дуж северног дела регије, од Турске до Ирана и Авганистана, пружају се геолошки млађе, набране планине с мањим или већим висоравнима између њих. Највеће су Анатолијска висораван у Турској и Иранска висораван у Ирану. Подручје је сеизмички врло нестабилно и немирно, па су чести катастрофални земљотреси. На југу регије пружају се геолошки старе и заравњене плоче с бројним раседима. На западу се истиче дубока потолина Мртвог мора, која са 418 метара испод површине мора представља најнижу тачку на Земљи. У централном делу регије налази се пространа и наплавна низија река Еуфрат и Тигар која дели планински север од плочастог југа.
Осим у планинским крајевима и неким нижим ивичним деловима на северу, широм регије влада несташица воде. Изузетак су Зелени плодни полумесец с Еуфратом и Тигром, највећим рекама Југозападне Азије. Обиље вода из планинског изворишног подручја дају овом појасу обележја питомости и плодности у пустињском окружењу.

### Вегетација и клима
У климатском погледу Југозападну Азију обележавају велики контрасти. У највећем делу регије свуда је вруће и врло сушно, често са мање од 200 милиметара падавина током године. Идући према северу количине падавина се повећавају па се губи полупустињски и пустињски карактер. Западне обале регије имају средоземна обележја и најгушће су насељени крајеви. У складу с климатским приликама развијен је и вегетацијски покривач. Суве степе и полупустиње преовлађују у низијама и затвореним висоравнима, на југу су огромна пустињска пространства (пешчане и камене пустиње), уз обалу Средоземног мора је уски појас медитеранске вегетације, а биљни свет је најразноврснији и најбогатији на Кавказу, где је врло изражена климатско-вегетацијска вертикална зоналност.

## Становништво и привреда
Састав становништва Југозападне Азије прилично је сложен. Трећину чине Арапи, а од неарапског становништва највише има Турака и Персијанаца. На северозападу живи око 10 милиона припадника кавкаских народа (Јермени, Азербејџанци и Грузијци), на истоку су Афганци или Паштуни и Таџици, а у Левантском приморју живи око 5 милиона Јевреја. Курди (око 20 милиона) немају сопствену државу, већ су раштркани у планинском Курдистану (земља Курда) који се налази у деловима Турске, Сирије и Ирана. За властиту државу боре се већ деценијама и палестински Арапи.
У Југозападној Азији настале су две велике религије, хришћанска и исламска, чији следбеници чине више од половине човечанства. Огромна већина становништва је исламске вере, док су припадници јеврејске и хришћанске вере ограничени на Израел, Јерменију и делове Кипра, Грузије и Либана.
У економији Југозападне Азије вековима је преовладавало номадско сточарство, земљорадња у наводњаваним подручјима и трговина. Откриће огромних налазишта нафте и њена све већа примена у индустрији и саобраћају сасвим су изменили живот неких држава регије. Процењује се да Југозападна Азија располаже с 50% пронађених светских резерви нафте, а сваке године из тог дела Азије долази око 30% светске производње исте. По резервама и производњи истичу се Саудијска Арабија, Иран, Ирак, Кувајт и Уједињени Арапски Емирати.
Југозападна Азија је деценијама политички најпроблематичније подручје на свету. Палестински проблем, арапско-израелски сукоби, борба Курда за своју државу и плодно тле за бујање тероризма само су неки од узрока криза које привлаче пажњу целог света.